# Valerio Anziate
Valerio Anziate (in latino Valerius Antias; Anzio, inizi I secolo a.C. – ...) è stato uno storico romano.

## Biografia
Anziate scrisse agli inizi del I secolo a.C., quanto meno fino al 78 a.C., ultima data ricavabile dai resti della sua opera.
Che fosse di nobile famiglia lo prova il fatto che, nella trattazione, cercava di glorificare più che altro le gesta della sua Gens Valeria. A lui, infatti, risalgono, almeno in gran parte, le falsificazioni, di cui abbonda la pseudostoria romana, a favore dei Valerî, delle quali si ha un buon saggio nella vita plutarchea di Valerio Publicola.

## Annales
Valerio fu autore di un'opera voluminosa dal titolo di Annali (Annales) o Storie (ab urbe condita), in almeno 75 libri. Riprendendo la tradizione annalistica, egli si rifaceva dalla fondazione di Roma fino al 78 a.C. data della morte di Silla, seguendo, nello stesso tempo, la moda romanzesca della neoannalistica dell'epoca, come nel contemporaneo Quinto Claudio Quadrigario.
Infatti la sua opera, quasi tutta perduta tranne che brevi citazioni, era spesso corrotta da esagerazioni e falsificazioni sia nella narrazione dei fatti che nel numero, come nell'affermazione, giustamente ridicolizzata da Livio, che le vergini sabine erano esattamente sette. 

In realtà, pare che dedicasse poco spazio alla storia arcaica, anche se delle 71 menzioni della sua opera nelle fonti, ben 67 lo citano per i tempi leggendari.
Per i caratteri romanzeschi e le cifre iperboliche, Anziate fu molto criticato da Tito Livio, che ne utilizzò, comunque, l'opera in modo abbastanza ampio. Da ciò spesso molti errori di Livio mutuati da Anziate, come, in anni in cui altre fonti greche e latine tacciono, pone battaglie con enormi numeri di caduti.

### Edizioni
- (LA) Valerius Antias, Annales, in Hermann Peter (a cura di), Historicorum Romanorum reliquiae, vol. 1, 2ª ed., Lipsiae, in aedibus B.G. Teubneri, 1914,  pp. 238-275.